# 2115 год в кино

## Событие
- Фильм «100 лет» должен выйти в прокат.

## Фильм
- «100 лет» (англ. 100 Years), Франция (реж. Роберт Родригез)